# Бережіть чоловіків!
«Бережіть чоловіків!» (рос. «Берегите мужчин!») — російська радянська кінокомедія 1982 року, поставлена  Олександром Сєрим на кіностудії «Мосфільм».

## Сюжет
Фільм розповідає історію однієї сімейної пари. Марфа Петрівна працює в НДІ заступником директора і по-справжньому захоплена своєю роботою. Вона мужня, ділова, енергійна і звикла командувати. Вона намагається застосовувати такий же тип поведінки і в житті.
Її чоловік намагався один раз її заспокоїти, але без будь-якого успіху. Сам він скромний, незграбний, безхребетний, і ймовірно залишиться таким назавжди. Сімейний човен пари починає текти і справа повільно рухається до розлучення.
Крім того у дружини з'являється шанувальник — він палкий і захоплюється красою Марфи Петрівни. Вона ж для того, щоб йому ще більше сподобатися сама намагається змінитися. Такі її зміни помічає і чоловік — його дружина стає м'якшою.

## У ролях
- Ніна Русланова —  Марфа Петрівна Радіонова
- Леонід Куравльов —  Володимир «Вовик» Борисович Радіонов, чоловік Марфи
- Олександр Лазарєв —  Георгій Ілліч Граф, шанувальник Марфи
- Олександр Вокач —  Артур Карпович, директор НДІ
- Наталія Селезньова —  Алла, подруга Марфи
- Ніна Агапова —  Наталія Сергіївна, секретарка Артура Карповича
- Вадим Захарченко —  Глотов
- Микола Кочегаров —  Мішель
- Римма Маркова —  мати Вовика
- Маріанна Стриженова —  Віолетта Максімільянівна, дружина Артура Карповича
- Анна Лисікова —  Жанна, дочка Марфи і Вовика
- Вадим Александров —  співробітник НДІ
- Юрій Волков —  учений
- Віра Івлєва —  таксистка
- Ігор Кашинцев —  Денис Архипович Биков, голова Главку
- Наталія Крачковська —  диктор НДІ
- Олександр Кузьмічов —  співробітник НДІ
- Віктор Маркін —  інженер
- Марина Полбєнцева
- Микола Прокопович —  Джордж, представник іноземної фірми на виставці
- Світлана Старикова —  Ольга, секретарка Бикова
- Євгенія Ханаєва —  представниця іноземної фірми на виставці
- Світлана Харитонова —  інспектор технагляду
- Ян Янакієв —  теоретик Микола Миколайович

## Знімальна група
- Автор сценарію: Марина Акопова
- Режисер-постановник:  Олександр Сєрий
- Оператор-постановник: Ральф Келлі
- Художник-постановник:  Георгій Турильов
- Композитор:  Геннадій Гладков
- Звукооператор: Володимир Крачковський